# Austrochaperina pluvialis
Austrochaperina pluvialis es una especie  de anfibios de la familia Microhylidae.

## Distribución geográfica
Se encuentra en Australia.

## Estado de conservación
Se encuentra amenazada de extinción por la pérdida de su hábitat natural.